# Popiołki (film)
Popiołki (ang. Little Ashes) – brytyjsko-hiszpański dramat obyczajowy z 2008 roku w reżyserii Paula Morrisona. Anglojęzyczny tytuł filmu pochodzi od tytułu obrazu Salvadora Dalego, Cenicitas (hiszp.: „Popiołki”), namalowanego w latach 1927-1928. Film opowiada autentyczną historię losów artystów hiszpańskich, rozgrywającą się w latach 20. XX wieku. Zdjęcia kręcono w Barcelonie i Cadaqués.
W weekend otwierający emisję w Stanach Zjednoczonych wpływy ze sprzedaży biletów wyniosły 73 394 dolarów amerykańskich.

## Opis fabuły
Akcja filmu rozgrywa się w Hiszpanii i ukazuje rozkwit trzech młodych artystów, którzy spotkali się na uniwersytecie.
W 1922 roku Salvador Dalí przybył na uniwersytet w Madrycie z zamiarem zostania wielkim artystą malarzem. Szybko zwrócił na siebie uwagę poety Federico Garcíi Lorci i marzącego o produkcji filmów Luisa Buñuela. Cała trójka szybko staje się wyznacznikiem nowoczesności w sztuce Madrytu. Buñuelowi przypadł dodatkowo los obserwatora przeradzania się przyjaźni w miłość między kolegami: Dalím i Lorcą.

## Obsada
- Javier Beltran jako Federico García Lorca
- Robert Pattinson jako Salvador Dalí
- Matthew McNulty jako Luis Buñuel
- Marina Gatell jako Margarita
- Adria Allue jako Guardia
- Simón Andreu jako Fernando de Valle
- Rubén Arroyo jako Rafael
- Ferran Audí jako żołnierz 1
- Adrian Devant jako Titiritero
- Ramón Enrich Borrellas jako Profesor
- Sue Flack jako dama
- Diana Gómez jako Ana María
- Arly Jover jako Gala Dalí
- Ferran Lahoz jako pan Milagro
- Esther Nubiola jako Adela
- Bruno Oro jako Pepín Bello
- Vicky Peña jako Tía de Magdalena
- Joan Pico jako młody oficjel
- Marc Pujol jako Carlos
- Christian Rodrigo jako młody dziennikarz
- Pep Sais jako profesor sztuki

i inni